# Jaeggia
Jaeggia je rod iz porodice Passifloraceae.
Ovaj rod još nema priznatih vrsta. Nije riješen status jedne vrste.